# 東泰恩河畔紐卡斯爾 (英國國會選區)
東泰恩河畔紐卡斯爾（英語：Newcastle upon Tyne East），英國國會一自治市選區，位於英格蘭泰恩-威爾郡泰恩河畔紐卡斯爾。設於1918年，1997年被撤銷，2010年恢復。
這裡是工黨佔優的選舉，上次選出保守黨的候選人是1954年。2010年大選中，自1983年以來任當區議員的尼克·布朗以45.0%選票勝出該區連任。